# Saint Peter (Barbade)
Pour les articles homonymes, voir Saint Peter.
Saint-Peter est l'une des onze paroisses de la Barbade.

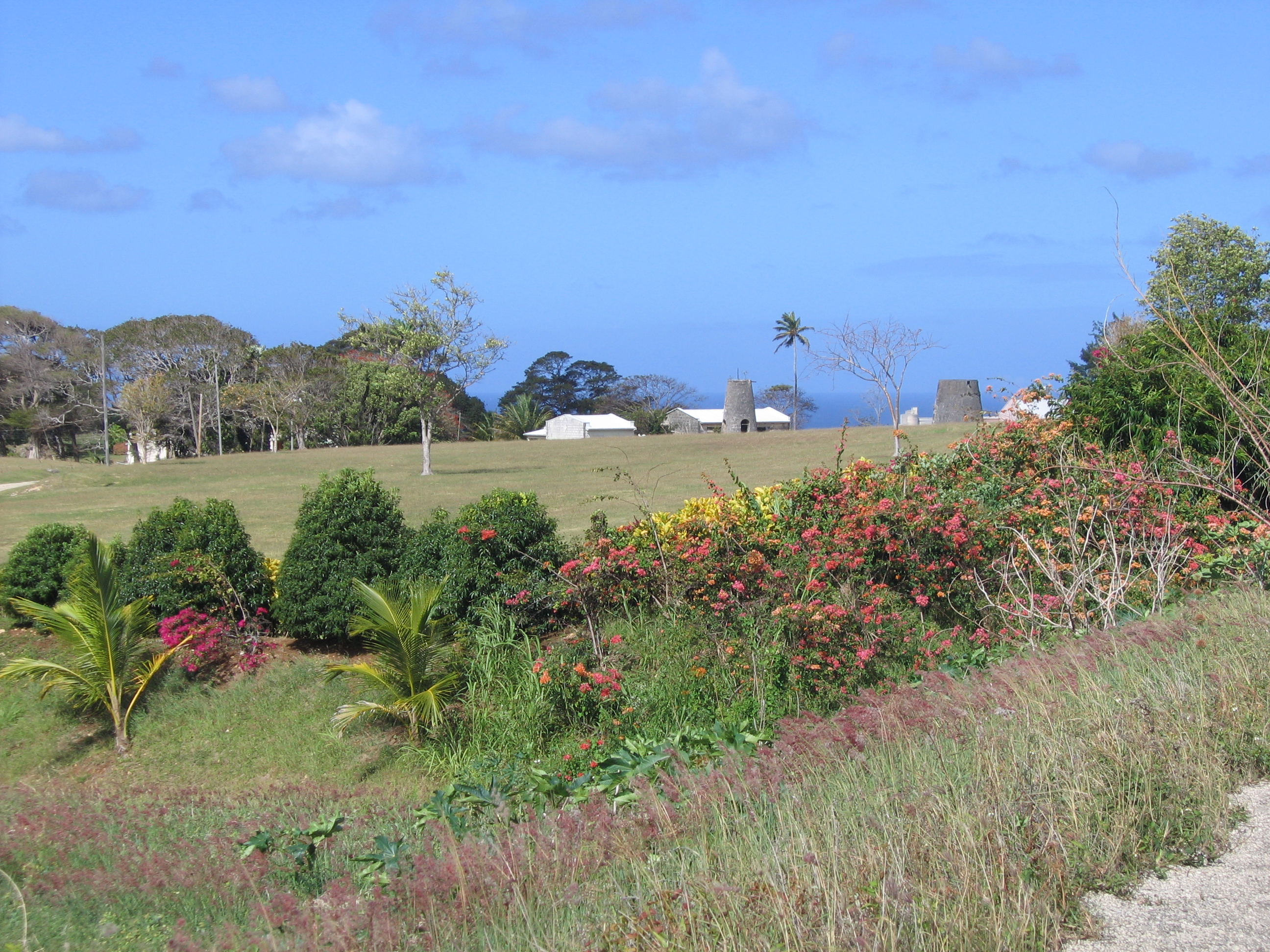

## Personnalités
- Frank Leslie Walcott (1916–1999), syndicaliste et homme politique, distingué Héros national de la Barbade, y est né.